# FC Rouen

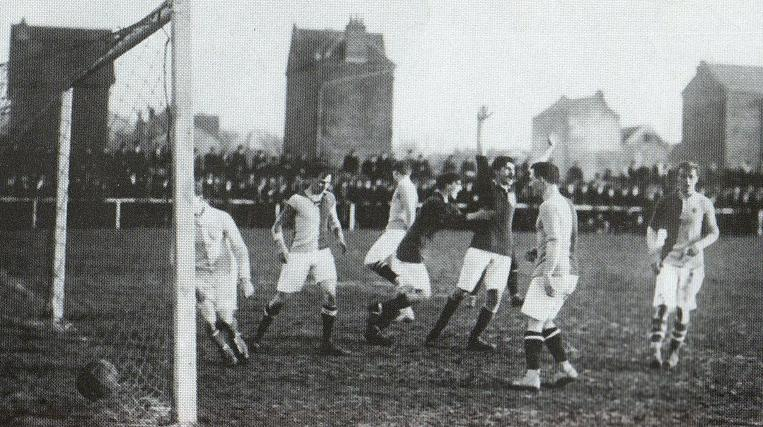
Rouen tegen Le Havre, 1910

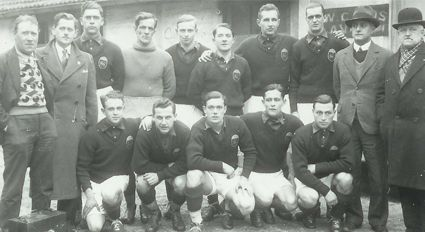
Team van 1933-1934

FC Rouen is een Franse voetbalclub uit Rouen. De club werd in 1896 gesticht als rugbyvereniging en in 1899 kreeg de club een aparte voetbalafdeling.
De club sloot zich aan bij de toenmalige Franse voetbalbond USFSA en speelde in de Normandische competitie. De grote rivaal van de club was Le Havre AC. Vanaf 1910 kon de club 5 opeenvolgende titels bemachtigen. In de eindronde moest de club meestal zijn meerdere erkennen in de andere clubs, enkel in 1913 werd de finale om de Franse landstitel bereikt, maar verloor men tegen Stade Helvétique Marseille.
De club speelde in de eerste klasse van de huidige Franse competitie van 1936-1943, 1944-1947, 1960-1970, 1977/78 en 1982-85. Tijdens de oorlog werd de club 2 keer kampioen, maar deze titels worden niet officieel erkend. Na de degradatie uit eerste klasse, tot 1994 kon de club zich handhaven in de 2de klasse. De club is daarna weggezakt tot de vierde klasse en kon daar in 2009 kampioen worden. In 2013 werd de club vijfde in de Championnat National, maar vanwege financiële problemen werd de club drie klassen omlaag gezet, naar de Division Honneur.
In april 2015 werd een fusie aangekondigd met US Quevilly. FC Rouen bleef wel zelfstandig bleef spelen. Vanaf het seizoen 2015/16 werd door de fusieclub als US Quevilly-Rouen Métropole in het Stade Robert Diochon gespeeld en de kleuren van FC Rouen werden aangenomen. In 2017 promoveerde de club naar de Championnat National 3, door een competitiehervorming. In 2019 werd de club kampioen.

## Erelijst
- Frans kampioen: 1940 (zone noord), 1945 (beide titels zijn officieus)
- Kampioen van Normandië (USFSA): 1910, 1911, 1912, 1913, 1914
- Finalist Franse beker: 1925
- Jaarbeursstedenbeker: 1969-70

## Rouen in Europa
#R = #ronde, 1/8 = achtste finale, T/U = Thuis/Uit, W = Wedstrijd, PUC = punten UEFA coëfficiënten .
Uitslagen vanuit gezichtspunt FC Rouen
| Seizoen                                                    | Competitie           | Ronde | Land               | Club         | Totaalscore | 1e W    | 2e W    | PUC |
| ---------------------------------------------------------- | -------------------- | ----- | ------------------ | ------------ | ----------- | ------- | ------- | --- |
| 1969/70                                                    | Jaarbeursstedenbeker | 1R    | Vlag van Nederland | FC Twente    | 1-1         | 2-0 (T) | 0-1 (U) | 5.0 |
|                                                            |                      | 2R    | Vlag van België    | Charleroi SC | 3-3 u       | 1-3 (U) | 2-0 (T) | 5.0 |
|                                                            |                      | 1/8   | Vlag van Engeland  | Arsenal FC   | 0-1         | 0-0 (T) | 0-1 (U) | 5.0 |
| Totaal aantal behaalde punten voor UEFA coëfficiënten: 5.0 |                      |       |                    |              |             |         |         |     |

Zie ook
- Deelnemers UEFA-toernooien Frankrijk
- Ranglijst van alle clubs die in de diverse Europa Cups zijn uitgekomen

## Bekende (ex-)spelers
- Théo Defourny
- Demba Ba